# پتانسیل اکسید و احیا
پتانسیل اکسید و احیا (به انگلیسی: Reduction potential)

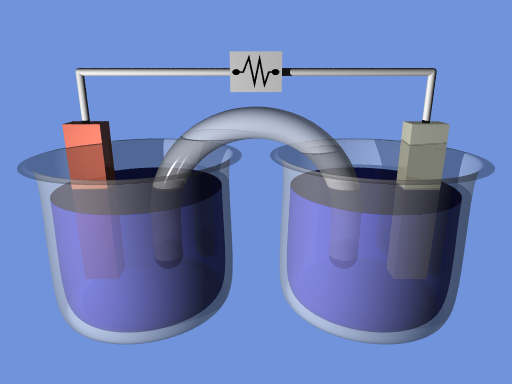
فرایند پتانسیل اکسید و احیا

یا ORP یک واحد برای اندازه گیری تمایل مواد شیمیایی جهت به دست آوردن الکترون و در نتیجه احیا آن ماده است. پتانسیل کاهش بر حسب ولت (V)، یا میلی ولت (MV) اندازه گیری می شود. هر ماده پتانسیل کاهش ذاتی خود را دارد. هر چه پتانسیل کاهش ماده ای مثبت تر باشد، میل بیشتری برای الکترونها و تمایل به کاهش دارد. ORP یک واحد اندازه گیری مرسوم برای کیفیت آب است.

## مکانیسم عمل
اکسیداسیون وقتی رخ می دهد که الکترون برداشته شود، مانند وقتی که رادیکال آزاد یک الکترون از یک سلول می دزدد. سلول اکسید می شود. در حالی که رادیکال های آزاد کاهش می یابد.
کاهش به معنی دریافت یا به دست آوردن الکترون است، مانند زمانی که یک آنتی اکسیدان یک الکترون به یک رادیکال های آزاد اهدا می کند. رادیکال آزاد کاهش می یابد و آنتی اکسیدان اکسید می شود. به همین دلیل به آنتی اکسیدان "عامل کاهش" گفته می شود.  زیرا موجب کاهش رادیکال های آزاد می گردد. در حالی که رادیکال های آزاد را "عامل اکسید کننده" می نامند. زیرا آنتی اکسیدان را اکسید کرده است.